# Птолемаида Киренска
Вижте пояснителната страница за други личности с името Птолемаида.
Птолемаида Киренска (на старогръцки: Πτολεμαῒς ἡ Κυρηναία) е древногръцка теоретичка по музика между 3 век пр.н.е. и 1 век.
За нея се знае само, че произлиза от Кирена в днешна Либия. Тя е единствената известна древна авторка музиковед по теория на музиката. Тя е написала учебник със заглавието „Питагорийски елементарни принципи на музиката“ (Πυθαγορικὴ τῆς μουσικῆς στοιχείωσις). От книгата са запазени само откъси, които неоплатоникът Порфирий написал в своя коментар за учението по хармония на Птолемей. От него се вижда, че произведението е написано в стил въпрос-отговор.

## Издания и преводи
- Andrew Barker, Greek Musical Writings. 2: Harmonic and Acoustic Theory. Cambridge University Press, Cambridge 1989, ISBN 0-521-30220-X, S. 239–242
- Ingemar Düring, Porphyrios, Kommentar zur Harmonielehre des Ptolemaios. Olms, Hildesheim 1978, ISBN 3-487-06667-X, S. 22–26